# Akko (ö i Finland, Södra Savolax, Nyslott, lat 62,20, long 28,41)
Akko är en ö i Finland. Den ligger i sjön Haukivesi och i kommunen Nyslott i den ekonomiska regionen  Nyslott  och landskapet Södra Savolax, i den sydöstra delen av landet, 290 km nordost om huvudstaden Helsingfors. Öns största längd är 330 meter i öst-västlig riktning.